# Eacles opaca
Eacles opaca är en fjärilsart som beskrevs av Hermann Burmeister 1878. Eacles opaca ingår i släktet Eacles och familjen påfågelsspinnare. Inga underarter finns listade i Catalogue of Life.